# Meredith Colket
Meredith Bright Colket (Filadelfia, 19 novembre 1878 – Bryn Mawr, 7 giugno 1947) è stato un astista statunitense.
Nel 1900 prese parte alle Olimpiadi di Parigi dove si aggiudicò la medaglia d'argento nel salto con l'asta, battuto dal connazionale Irving Baxter per 5 cm.
Colket si laureò nel 1901 presso l'Università della Pennsylvania. Lavorò come avvocato per la General Accident Insurance Company (Società Generale per l'Assicurazione contro gli Infortuni) e morì per un attacco di cuore nel 1947, all'età di 69 anni.

## Palmarès
| Anno | Manifestazione | Sede   | Evento           | Risultato | Prestazione | Note |
| ---- | -------------- | ------ | ---------------- | --------- | ----------- | ---- |
| 1900 | Olimpiadi      | Parigi | Salto con l'asta | Argento   | 3,25 m      |      |